# Cuscuta potosina
Cuscuta potosina là một loài thực vật có hoa trong họ Bìm bìm. Loài này được W. Schaffn. ex S. Watson mô tả khoa học đầu tiên năm 1883.